# Geneva (town w stanie Nowy Jork)
Geneva – town w hrabstwie Ontario, w stanie Nowy Jork, w Stanach Zjednoczonych.
Town utworzone zostało w 1872 roku. Jego powierzchnia wynosi 19,1 mi². Według stanu na 2010 rok jego populacja wynosi 3291 osób i znajdują się tu 1624 gospodarstwa domowe. W 2000 roku zamieszkiwało tu 3289 osób, a w 1990 – 2967 osób.